# Will Jordan
William Thomas Jordan (Christchurch, 24 de febrero de 1998) es un rugbista neozelandés que se desempeña como wing y juega en los Crusaders del oceánico Súper Rugby. Es internacional con los All Blacks desde 2020.

## Biografía
Comenzó a jugar rugby de niño en el club Christchurch FC. En la escuela secundaria destacó como fullback y fue el máximo anotador de tries en el campeonato nacional de 2015, marcando diecinueve en once partidos.

## Carrera
Su gran nivel lo hizo profesional con el Tasman Mako, debutó en el National Provincial Championship 2017 contra Canterbury y esa temporada anotó 5 tries. Fue clave para el triunfo de la Copa Mitre por primera vez.
Hizo su debut con los Crusaders en el Súper Rugby 2019 después de perderse la temporada 2018 por lesión.
En 2020 fue seleccionado al equipo de la Isla Sur para el partido contra la isla Norte. Tras una excelente temporada en el Súper Rugby Aotearoa y anotando 2 brillantes tries en el partido Norte vs. Sur, fue convocado al seleccionado.
Jugó todos los minutos y anotó un try en la final del Súper Rugby Aotearoa 2021, cuando los Crusaders ganaron su quinto título consecutivo.

## Selección nacional
Ian Foster lo convocó a los All Blacks para el Torneo de las Tres Naciones 2020 y debutó contra los Wallabies. Se lesionó pero regresó para la jornada final y le anotó dos tries a los Pumas.
En julio de 2021 fue seleccionado para jugar contra Tonga y le anotó cinco tries, en una victoria por 102-0. Poco después les marcó tres tries a los Estados Unidos en una victoria por 14-104.

## Palmarés
- Campeón de The Rugby Championship de 2020 y 2021.
- Campeón del Súper Rugby de 2019.
- Campeón del Súper Rugby Aotearoa de 2020 y 2021.
- Campeón del National Provincial Championship de 2019.